# Источна Херцеговина
Источна Херцеговина је географска област која се простире између Западне Херцеговине на западу, од које је дијели ријека Неретва, Старе Херцеговине на истоку, Приморја на југу и Босне на сјеверу, од које је дијеле планински масив Трескавице и град Горажде. Ова регија представља територију источне обале ријеке Неретве централног дијела Херцеговине. Културни и економски центар ове микрорегије је Требиње. У средњем вијеку је на овом простору постојала област Травунија.

## Географија Источне Херцеговине
Економско-привредно и културно средиште, и главни и највећи град Источне Херцеговине је Требиње, који је удаљен само 30 километара од морске обале. Остали већи градови су: Србиње, Билећа, Гацко, Љубиње и Невесиње.
Око 90% Источне Херцеговине административно припада Републици Српској. Општине ове регије су:
- Општина Берковићи
- Општина Билећа
- Општина Гацко
- Општина Фоча
- Општина Источни Мостар
- Општина Љубиње
- Општина Калиновик
- Општина Невесиње
- Град Требиње

### Крашка поља
Крашка поља на подручју Источне Херцеговине су Билећко поље, Љубињско поље, Гатачко поље, Дабарско поље, Невесињско поље, Планско поље, Попово поље и Фатничко поље.

### Планине
Источна Херцеговина је планинска област. Од планина се истичу: Зеленгора, Трескавица, Лелија, Маглић,Волујак, Лебршник, Црвањ, Вележ, Баба, Бјелашница, Леотар и многе друге.

### Воде
Ријеке Источне Херцеговине већином припадају сливу Јадранског мора (сливови Неретве и Требишњице), са изузетком ријека у сјевероисточном дијелу регије на подручју Општине Фоча, које припадају сливу Дрине (Сутјеска,Тара...). Од језера се истичу природна језера Црвањско, у подножју планине Црвањ, Кладопољско, Орловачко на Зеленгори и многа друга мања језера. Од вјештачких језера истичу се Билећко и Требињско. 

## Становништво
Источну Херцеговину насељава око 75.000 становника, од којих су већина српске националности.

## Култура
Културни центар Источне Херцеговине је Требиње. Музеј Херцеговине у Требињу је централна регионална музејска институција Источне Херцеговине. У Источној Херцеговини се налази привремено сједиште Епархије Захумско-херцеговачке и Приморске.

## Источна Херцеговина у Републици Српској
Источна Херцеговина у Републици Српској је дио Источне Херцеговине који припада Републици Српској. Ово је највећи дио регије и њој припада око 90% регије, а чини је 9 општина.

## Источна Херцеговина у Федерацији БиХ
Источна Херцеговина у Федерацији БиХ је дио Источне Херцеговине који припада Федерацији Босне и Херцеговине. Овај дио представља само око 10% регије и чини га једна општина, Општина Равно.